# Darkat
Darkat es una banda colombiana de Industrial, Noise, Black metal y Dark Ambient, cuyo principal objetivo es el aumento del manto acausal en el causal vía concientización, demarcando los “valores” y principios del satanismo tradicional, en estrecha relación con la propuesta del ONA.
Adopta el nombre Darkat dado la relación con la diosa pre-sumeria de los aspectos lunares, aceptada como parte de los dioses oscuros en su manifestación en la tierra.
A principios del año 2007 firma contrato con Música del Demonio Records y manteniendo la idea de su propio sello discográfico (Impaled Records).

## Discografía

### The Quest of the Immortals
1. Neophyte 2: 12
2. Second Degree Initiation (Initiate) 5: 35
3. External Adept 4: 48
4. Internal Adept 4: 00
5. Entering the abyss (Master-Mistress) 2: 08

### Tetrahedron
1. Mercury, The Change 3: 58
2. The Moon, The Hidden Force 5: 37
3. Sua, Beholden at the Flame 2: 15
4. Through Mars, Hailed be the Destruction 5: 54
5. Venus, With Ecstacy 6: 00
6. Jupiter, Inside the Wisdom 4: 17
7. Saturn, Disrupting in Chaos (Surrounded) 3:18